# Idrossikenomicrolite
L'idrossikenomicrolite è un minerale del gruppo della microlite. La cesstibtantite è un minerale non più riconosciuto come specie valida perché due campioni, dopo ulteriori analisi, sono stati classificati come idrossikenomicrolite mentre le analisi su altri due campioni hanno appurato che appartengono al gruppo della microlite ma non è sicuro che si tratti di idrossikenomicrolite.